# 鉄重石
鉄重石（てつじゅうせき、ferberite）は鉱物（タングステン酸塩鉱物）の一種。タングステンの鉱石鉱物。
化学組成は FeWO4で、マンガン重石（MnWO4）と連続固溶体をつくる。かつては鉄マンガン重石（てつまんがんじゅうせき、wolframite、(Fe,Mn)MnWO4）と呼んでいたが、固溶体のいわゆる「50%ルール」により、端成分の鉄重石とマンガン重石に整理された。
単斜晶系。板状あるいは柱状結晶として産する。